# Ice Bucket Challenge

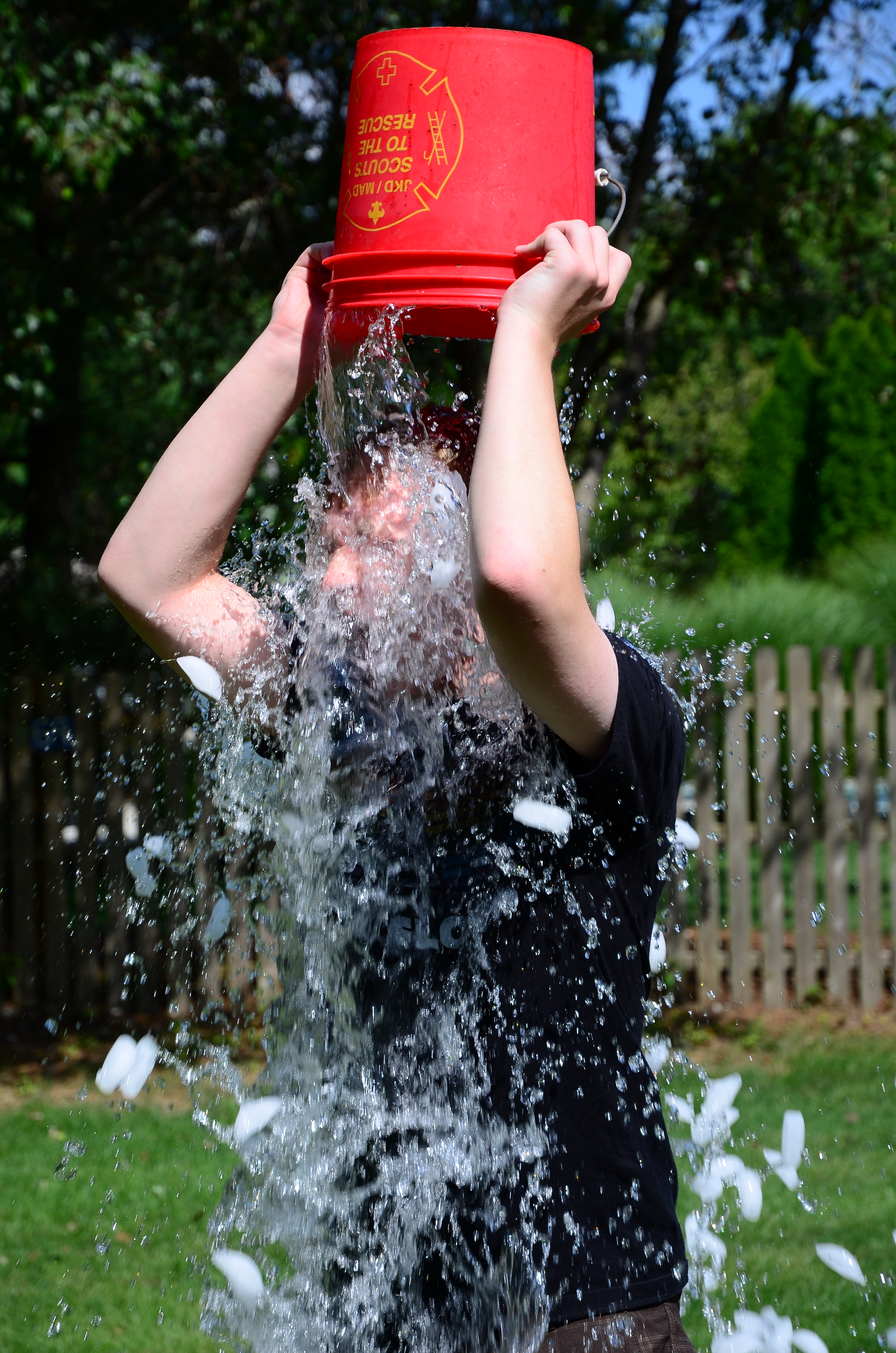
Учасник флешмобу

Ice Bucket Challenge (також ALS Ice Bucket Challenge, дослівно перекладається як "Виклик крижаного відра") — це кампанія, спрямована на благодійництво, сенс якої в обливанні себе відром крижаної води. Мета — отримати кошти в фонд з вивчення аміотрофічного бічного склерозу. Флешмоб набрав популярність в соціальних мережах у серпні 2014 року. В Україні став популярним в останній декаді серпня (з 20-х чисел)[джерело?].

## У світі
За правилами, учасник, що облив себе відром крижаної води, має право кинути виклик ще трьом учасникам. Протягом 24 годин вони повинні зробити те ж саме. У разі невиконання умов виклику людина повинна внести пожертву в доброчинний фонд у розмірі $100, в разі прийняття — сума складає всього $10. Пізніше учасники в різних країнах стали відходити від початкових правил та змінювати їх.
Учасниками акції стали багато відомих особистостей, зокрема актор американського театру і кіно Він Дізель, репер і мільярдер Dr. Dre, власник і засновник компанії Microsoft Білл Гейтс, легенда баскетболу Майкл Джордан, а також Сонні Мур, Гвінет Пелтроу, Тейлор Свіфт, Брітні Спірс, Емінем, Ріанна, Леді Гага, Майлі Сайрус, Джастін Бібер, Ліндсі Лоан, Дженніфер Лопес, Роберт Дауні-молодший, Кріштіану Роналду, Кейлі Куоко, Дрейк, Том Круз, Джон Траволта, Брайан Мей, Бенедикт Камбербетч, Адріано Челентано (під час обливання співав пісню «Хлопець з вулиці Глюка»), Дзідзьо, мер Львова Андрій Садовий з синами, дружина колишнього Президента України Марина Порошенко та інші.
У флешмобі також взяли участь чимало компаній.
У Білорусі за кинутий виклик президентові Олександрові Лукашенку учасника флешмобу переслідують правоохоронні органи.
У Європі також стали обливатися імпровізованою кров'ю у знак протесту проти війни в Україні.

## В Україні
В Україні флешмоби набули іншої мети — це збір коштів на допомогу українській армії, на лікування онкохворих або на іншу благодійність. Також використовується як протест проти відсутності гарячого водопостачання у помешканнях. Кожен сам вирішує, кому він спрямовує допомогу. Правила залишаються ті самі, але пожертвування відбувається не у доларах, а у гривнях. Окрім цього фіксуються випадки, коли місцеві благодійні фонди цю акцію перенаправляють у своє русло «допомоги» для розвитку власної діяльності.[джерело?]
В Україні Ice Bucket Challenge прокотився такими містами: Ніжин, Олександрія, Малин, Кам'янець-Подільський, Житомир, Бердичів, Біла Церква, Горохів, Борщів, Боярка, Васильків, Фастів, Львів, Полтава, Тернопіль, Івано-Франківськ, Чернівці, Чернігів, Ужгород, Дрогобич, Київ, Луцьк, Рівне, Червоноград, Надвірна, Броди, Жидачів, Стебник, Борислав, Овруч, Калуш, Харків, Кіровоград, Бровари, Нетішин, Славута, Острог, Хмельницький, Волочиськ, Старокостянтинів, Бар, Східниця, Вінниця, Жмеринка, Володимир-Волинський, Бахмач, Любомль, Бобровиця, Самбір, Підгайці, Нововолинськ, П'ятихатки, Стремільче, Лохвиця, Літин, Миколаїв, Полонне, Богуслав, Глеваха, Мархалівка, Малин, Чортків, Ланівці та ін.
До благодійної приєднується українська молодь та науковці. Одними з таких став ректор Київського національного торговельно-економічного університету Мазаракі Анатолій Антонович, який передав естафету співробітникам та колективу університету і започаткував збір коштів в рамках акції для Головного міського клінічного госпіталю, який переповнений пораненими із зони АТО. Естафету прийняли співробітники та студенти, які своєю чергою передали естафету іншим університетам країни. Також участь в акції взяв ректор НаУ «Острозька академія» Ігор Пасічник.
Аеропорт «Бориспіль» приєднався до акції допомоги учасникам АТО, отримавши виклик від інтернет-проєкту «Aviation life» і викликавши своєю чергою аеропорти «Харків», «Львів» і авіакомпанію WindRose.
Втім, деякі люди, в тому числі відомі особи, критично ставляться до акції і вважають її недоречною в умовах війни. Лідер гурту «Скрябін» Андрій Кузьменко та лідер гурту «Океан Ельзи» Святослав Вакарчук вважають, що не слід перетворювати благодійність на «шоу і приколи», змішувати її з піаром. Реп-виконавець та продюсер Серьога прокоментував свою відмову від участі у флешмобі наступним чином: «я публічна людина і вважаю неправильним для себе весело обливатися крижаною водою в той час, коли країна обливається кров'ю».
Студенти Львівської політехніки змінили формат акції — замість обливання крижаною водою вони здавали кров для поранених військовиків. Зібрані під час акції кошти будуть передані у Центр допомоги АТО, який буде створено на базі університету.